# Трюфели
Трю́фели — плодовые тела подземного гриба Аскомицета, представителя рода лат. Tuber. Помимо рода Tuber более сотни других видов классифицируются как трюфели, включая В дополнение к Tuber, многие другие виды грибов Geopora, Peziza, Choiromyces и Leucangium. Трюфели являются эктомикоризными грибами и поэтому обычно находятся в тесной связи с корнями деревьев. Распространение спор осуществляется посредством грибов, животных, которые едят грибы. Эти грибы играют важную экологическую роль в круговороте питательных веществ и засухоустойчивости. Трюфели выращивают в сельском хозяйстве, а также собирают в естественной среде обитания.
Некоторые виды трюфелей высоко ценятся в качестве пищевого продукта. Французский гурман Брилья-Саварен, Жан Антельм в своём трактате «Физиология вкуса» (1825) назвал трюфели «бриллиантом кухни». Съедобные трюфели высоко ценятся во французской, итальянской, хорватской, словенской, ближневосточной и испанской кухне, а также в международной высокой кухне.

## Этимология
Термин трюфель, по-видимому, происходит от латинского слова «клу́бень» (лат. tuber), означающего «опухоль» или «шишку», которое трансформировалось в трюфель и породило различные варианты на языках стран Европы: тартюф по-итальянски (итал. tartufo), фр. truffe, исп. trufa, босн. tartuf, дат. trøffel, нем. Trüffel, швед. tryffel, нидерл. truffel, пол. trufla, серб. тартуф, хорв. tartuf. На португальском языке слова порт. trufa и порт. túbera являются синонимами, причём последнее ближе к латинскому термину. Кроме того, немецкое слово «карто́фель» (нем. Kartoffel) происходит от итальянского из-за отдалённого сходства.

## Биология
Мицелий трюфелей является формой симбиотического взаимоотношения гриба с корнями некоторых видов деревьев (например, бук, тополь, дуб, берёза, граб, лещина и сосна). Трюфели предпочитают глинистые или известковые почвы, которые хорошо дренированы с нейтральной или щелочной средой. Плодовые тела трюфеля, в зависимости от вида, образуются круглый год и могут быть обнаружены под опавшей листвой или непосредственно в почве.

## Филогенетика
Филогенетика и биогеография трюфелей была исследована в 2008 году с использованием методики англ. Internal transcribed spacer (ITS) сопоставленна ядерная ДНК с пятью крупными кладами (лат. Aestivum, лат. Excavatum, лат. Rufum, лат. Melanosporum и лат. Puberulum). В 2010 году научное исследование кладограммы было улучшено и расширено с использованием больших субъединиц (ЛГУ) митохондриальной ДНК девяти крупных кладов. В отличие от лат. Aestivum клады лат. Magnatum и лат. Macrosporum в отношении сестринского родства оказались ближе. Клад лат. Gibbosum был отделён от всех других исследуемых кладов, а клад лат. Spinoreticulatum был отделён от клада лат. Rufum.

## Выращивание

### Новая Зеландия
Первые черные трюфели, выращенные в Южном полушарии, были собраны в Гисборне, Новая Зеландия, в 1993 году.
Первый бордовый трюфель Новой Зеландии был найден в июле 2012 года на трюфельной ферме Вайпара. Он весил 330 г и был найден биглем владельца фермы.

## Поиск трюфелей
Лаготто-романьоло — единственная признанная во всём мире порода собак, которая благодаря выдающемуся чутью используется для поиска трюфелей (хотя теоретически представитель любой другой породы может быть обучен для этой цели).